# GOIM
GOIM (Gamers Own Instant Messenger) is een opensource-instant messenger gebaseerd op de Eclipse. Het gebruikt het XMPP voor communicatie met een uitgebreid aanwezigheidspakket om informatie te verzenden over spellen die een gebruiker op dat moment speelt.
Hoewel GOIM werkt op alle platformen die ondersteund worden door Java en Eclipse zijn platformafhankelijke mogelijkheden gelimiteerd tot Windows. Dit omvat de detectie wanneer de gebruiker aanmeldt op een Game Server en ook de GOIM InGame Messenger die alleen spelletjes gebaseerd op DirectX 8 ondersteunt.

## Bestanddelen
- GOIM InGame Messenger

De GOIM InGame Messenger laat gebruikers met elkaar chatten tijdens spelletjes gebaseerd op DirectX 8. Hoewel het momenteel geen onderdeel is van het basispakket is het wel te verkrijgen via een ingebouwde update site.
- XfireGateway

Als onderdeel van GOIM een Jabber-transport voor het Xfire-protocol was gemaakt wat elke Jabber-client toestaat om te communiceren met gebruikers van xfire. Het voert ook GOIM aanwezigheidsuitbreidingen uit welke het toestaan om binnengetreden spellen servers te verzenden in beide richtingen.